# Фрейд, Эстер
Эстер Фрейд (англ. Esther Freud; 2 мая 1963, Лондон, Великобритания) — английская писательница, дочь художника Люсьена Фрейда, правнучка Зигмунда Фрейда.

## Биография
Родилась в Лондоне, дочь Бернардины Коверли и художника Люсьена Фрейда, правнучка Зигмунда Фрейда и племянница Клемента Фрейда.
В детстве она много путешествовала с матерью. В 16 лет вернулась в Лондон, чтобы получить актёрское образование в Центре драмы.

## Карьера
Она работала актрисой и сценаристом на телевидении и в театре. В 1984 году случилось её первое появление на телевидении в сериале «Чисто английское убийство», где она сыграла роль испуганной девушки, выбегающей из китайского ресторана, в котором заложена бомба. Через год она появилась в роли инопланетянки в сериале «Доктор Кто» в эпизоде «Атака киберлюдей».
Её первый роман «Hideous Kinky» опубликован в 1992 году, экранизирован в 1998 году с Кейт Уинслет в главной роли.
Среди её работ книги «The Wild», «Gaglow», and «The Sea House». Она также написала предисловие к «Летней книге» Туве Янссон.
В 1993 году журнал Granta признал Фрейд одной из 20 «Лучших молодых британских романистов». Её романы переведены на 13 языков. Она также является соучредителем (вместе с Китти Олдридж) женской театральной труппы Norfolk Broads.
В 2009 году она приняла участие в проекте Oxfam «Ox-Tales» и написала рассказ «Рисовые кексы и Старбакс». В рамках проекта были изданы четыре сборника рассказов о Великобритании, написанных 38 авторами. Её рассказ был опубликован в сборнике «Вода».
С 2014 года Фрейд сотрудничала с Faber and Faber.

## Семья
У Фрейд есть сестра, модельер Белла Фрейд, и сводный брат, Ной Вудман. Её дядей был политик сэр Клемент Фрейд. У неё есть два двоюродных брата, работающих в медиаиндустрии: руководитель отдела по связям с общественностью Мэтью и телеведущая Эмма.
Она была замужем за актёром Дэвидом Моррисси, от которого у них родилось трое детей. Они поженились в 2006 году. К 2020 году они разошлись, и Фрейд начала жить с новым партнёром. У Фрейд есть дом в Лондоне и в посёлке Уолберсвик, неподалёку от города Саутволд в Саффолке.
Бабушка и дедушка Фрейд по материнской линии были практикующими ирландскими католиками, но её мать не была религиозна, а в еврейской семье её отца придерживались атеистических воззрений. Она идентифицирует себя как еврейка.

### Романы
- Hideous Kinky (1992)
- Peerless Flats (1993)
- Gaglow (1997)
- The Wild (2000)
- The Sea House (2003)
- Love Falls (2007)
- Lucky Break (2010)
- Mr Mac and Me (2014)
- I Couldn’t Love You More (2021)

### Рассказы
- Desire (2021)